# گان (هوادهو آتول)
گان (به لاتین: Gan) یک منطقهٔ مسکونی در مالدیو است. گان ۰ نفر جمعیت دارد.